# Marmota-alpina
Marmota-alpina (Marmota marmota) é uma espécie de mamífero da família dos esquilos, nativa da Europa Central e introduzida nos Pirenéus.

## Hibernação
A marmota consegue sobreviver ao frio e escassez de alimentos através da hibernação. O peso da marmota é variável ao longo do ano, indo dos 2kg depois da hibernação até aos 8kg antes da hibernação.